# Villa Ferri (San Felice sul Panaro)

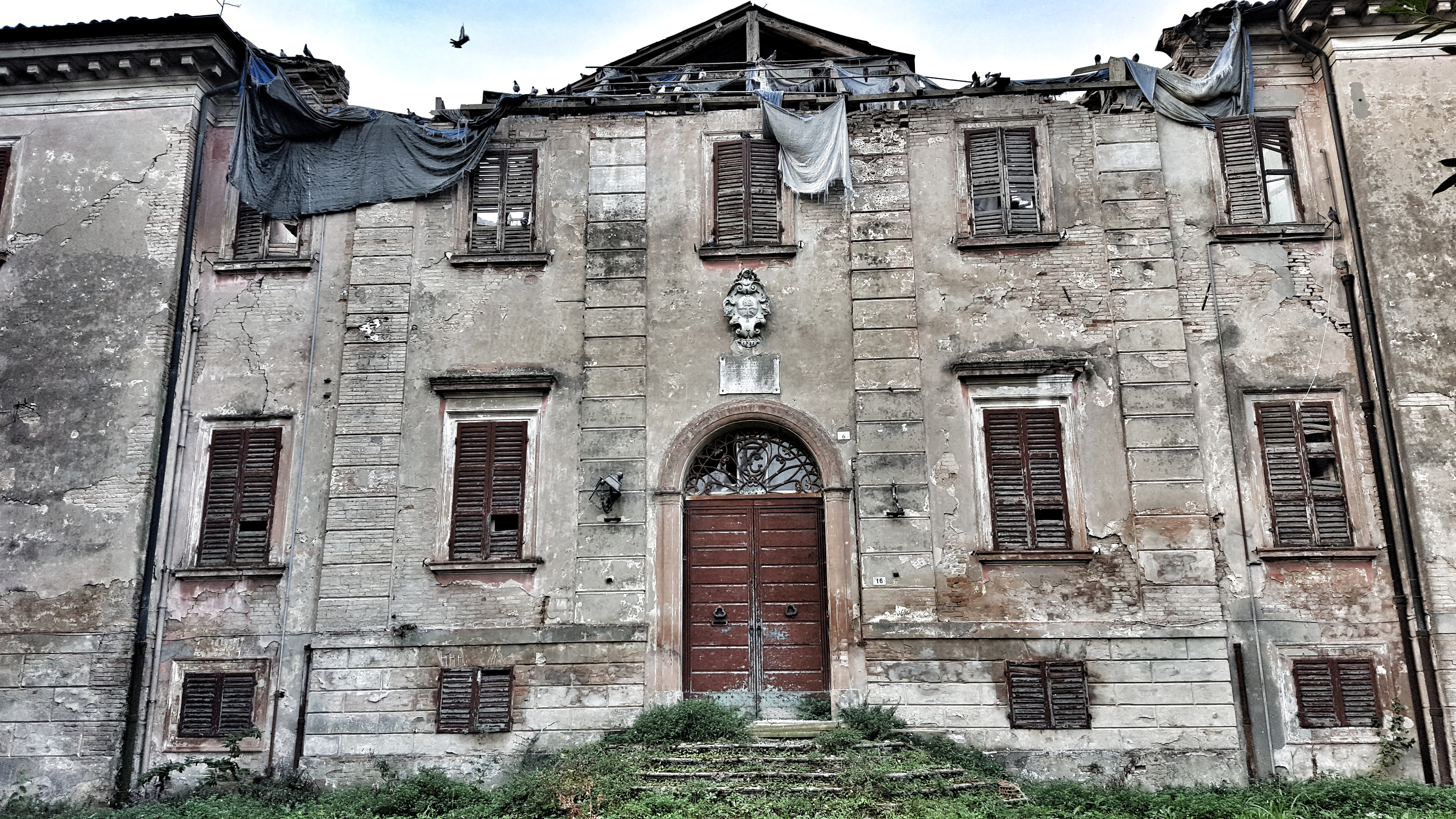
Villa Ferri in San Felice sul Panaro 2018: Hauptfassade

Die Villa Ferri, auch Casino di Caccia del Duca oder Real Casino estense genannt, ist ein klassizistisches Landhaus aus dem 16. Jahrhundert in San Felice sul Panaro in der italienischen Region Emilia-Romagna. Es liegt in der Via Martiri della Libertà, 7.
Das Gebäude aus dem 16. Jahrhundert, das im 19. Jahrhundert im klassizistischen Stil umgestaltet wurde, gehörte ursprünglich den D’Estes und diente als Wohnstatt für die Banditenjagd im Bosco di Saliceta.

## Geschichte

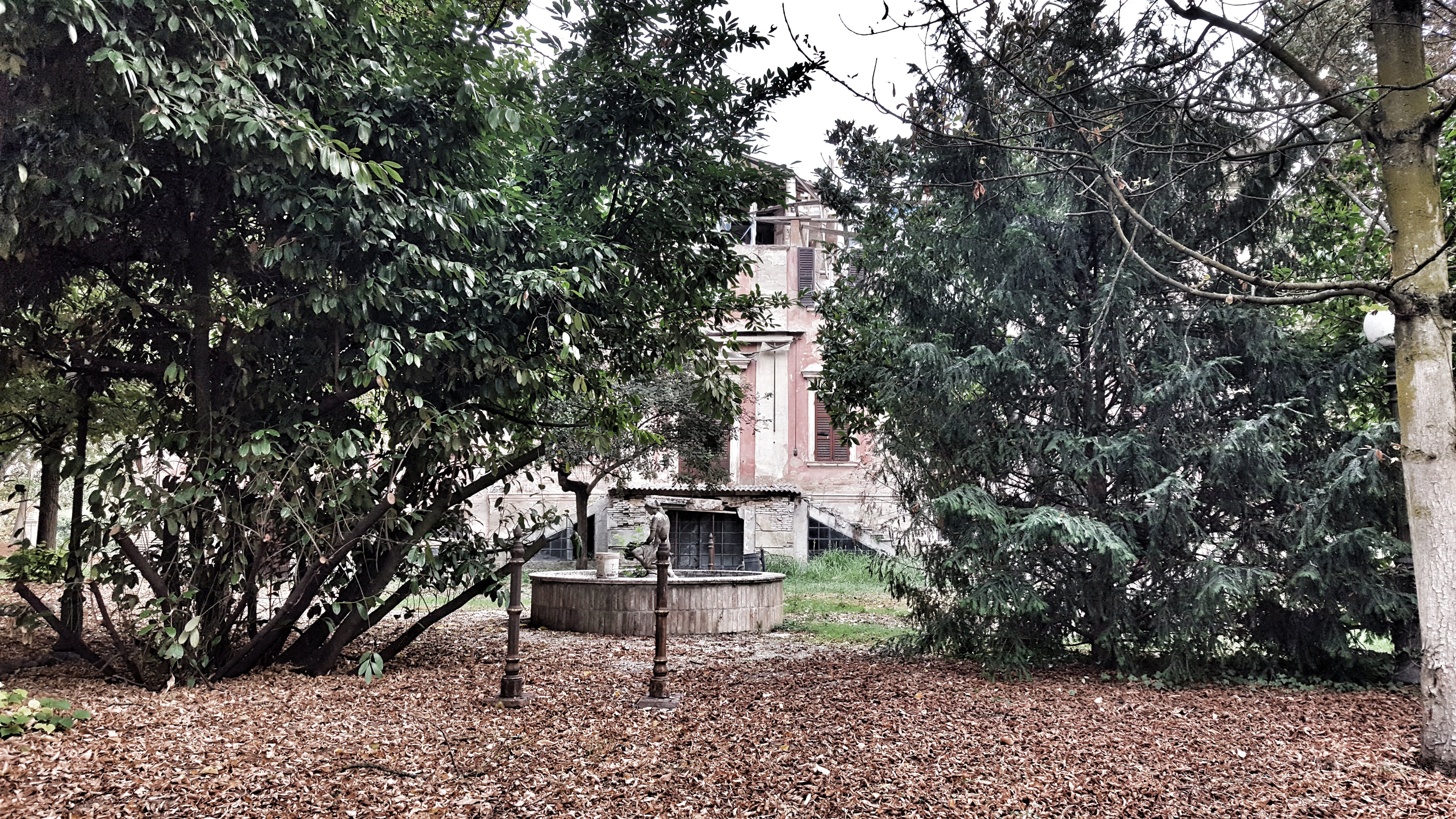
Der Garten der Villa Ferri

Das Gebäude wird erstmals 1669 urkundlich erwähnt.
Franz IV. von Habsburg-Este, vorletzter Herzog von Modena, kaufte den alten, kleinen Palast 1821 und ließ ihn von 1838 bis 1847 vom Bauingenieur Giacomo Parisi umbauen und erweitern, um ihn seinem Sohn, dem nachmaligen Franz V. von Habsburg-Este, zu seiner Heirat zu schenken.
Anfang des 20. Jahrhunderts fiel das Anwesen an den Unternehmer Alessandro Martini und 1909 kaufte es der sozialistische Senator Giacomo Ferri, der damals Bürgermeister des Ortes war.
Bis Mitte der 1980er-Jahre gab es in dem Haus Mietwohnungen.
1993 kaufte die Azienda Reggiani Costruzioni die Villa mit der Absicht, neue Wohnungen zu schaffen, um sie weiter als Wohngebäude nutzen zu können. Die damalige Soprintendenza dell'Emilia verweigerte aber die Genehmigung hierzu, damit die Zahl der Wohneinheiten in dem Anwesen nicht erhöht werden könne, und hofft auf eine einheitliche Vision des Projektes.
Nach Jahrzehnten des Leerstandes und des Verfalls wurde die Villa Ferri schließlich beim zerstörerischen Erdbeben in Norditalien 2012 beschädigt.

## Beschreibung
Der architektonische Komplex, der durch ein Tympanon auf der Südseite und einen Zugang über einen Balkon bereichert wird, stellt ein Beispiel für die Architektur der Dynastien des Ancien Régime der Emilia dar. Er hat vier Stockwerke, insgesamt 45 Räume und eine Wohnfläche von etwa 2000 m².
Die Räume sind mit Stuck- und Papierarbeiten geschmückt; im ovalen Saal, einem Repräsentationsraum, ist die Decke mit monochromem Grisaille auf ockerfarbenem und grünlichem Grund mit Medaillons, Friesen und Voluten verziert.